# Protaetia boulleti
Protaetia boulleti är en skalbaggsart som beskrevs av Arnaud 1989. Protaetia boulleti ingår i släktet Protaetia och familjen Cetoniidae. Inga underarter finns listade i Catalogue of Life.